# L'altra campana
L'altra campana è stato un talk-show televisivo italiano, condotto da Enzo Tortora sulla Rete 2 ogni venerdì in prima serata, dall'11 aprile  al 4 luglio 1980, per la durata di 13 puntate).

## Il programma
Autori del programma erano lo stesso Enzo Tortora e Anna Tortora insieme ad Angelo Citterio, la direzione musicale era affidata a Renato Carosone, che aveva, nel corso delle puntate, degli spazi tutti suoi (come precedentemente era avvenuto per Lino Patruno nelle edizioni di Portobello), oltre a eseguire la sigla di chiusura.
La regia era di Maria Maddalena Yon.
Ogni puntata trattava uno specifico argomento di attualità, per cui era previsto un sondaggio, al quale i telespettatori da casa erano chiamati a rispondere tramite l'accensione delle loro lampadine. I risultati del sondaggio erano quindi calcolati in base al consumo di kilowattora.